# Refuge du Fond des Fours
Le refuge du Fond des Fours est un refuge du parc national de la Vanoise, situé en France dans le département de la Savoie en région Auvergne-Rhône-Alpes.

## Caractéristiques et informations
Ce refuge est la propriété du parc national de la Vanoise. Sa capacité d'accueil est de 42 places. Lorsque le refuge n'est pas gardé, la capacité d'accueil diminue et offre 18 places. Le refuge bénéficie d'un gardiennage en période printanière (de mi-mars à mi-mai) et estivale (de mi-juin à mi-septembre). Le refuge est constitué de 3 chalets chaloins. L'un fait office de dortoir, il est équipé de matelas en mousse, de couvertures et d'oreillers. Dans un second chalet, une salle à manger est établie. L'électricité y est installée grâce à la présence de panneaux solaires. On trouve également des toilettes sèches. Le troisième chalet constitue une partie privée, pour les gardes du parc de la Vanoise, et pour loger les employés de la gardienne en été.

## Accès
Depuis le parking du Manchet à Val d'Isère la montée au refuge s'effectue à pied en 1 h 30 de marche avec environ 600 m de dénivelé.

## Ascensions
Le refuge peut constituer un point de départ pour se rendre :
- au Pélaou Blanc (3 135 m) ;
- au col (2 976 m) ou à la pointe des Fours (3 072 m) ;
- à la pointe de Méan Martin (3 330 m) ;
- au col de la Rocheure (2 911 m) ;
- au col de Bézin (2 929 m) ;
- à la pointe de la Met (3 041 m) ;
- au refuge de la Femma, au refuge du Carro.

## Particularités
Depuis le refuge, on peut observer le cirque de Méan-Martin.